# はっちゃけあやよさん
『はっちゃけあやよさん』（英語表記は『AYAYO'S AFTER FIVE』）は、ハードが1989年に各社8ビットパソコン向けに開発、発売したアドベンチャーゲーム。本記事では、シリーズ作品についても合わせて説明する。

## 概要
最大の特徴は分岐点の少なさで、初作では主人公「あやよ」のバイト先であるおもちゃ屋に主人公が訪れた際の、購入するもの（水鉄砲か手錠か）の選択が唯一という構造的には簡便を極めた内容であった。
1980年代のアドベンチャーゲームでは、主人公が様々な場所でアイテムや情報を集め謎解きを行わねばならない手間のかかるものであることが一般的で、進行すら困難なものが多かったが、あやよさんはそれらとまったく逆を行き、早ければ3分でクリアできてしまうようなものであった。価格も他社のものにくらべて半分ほどに設定されたのも市場において強みとなった。
安価とはいえCGはHARDの特徴であった美麗なもので、アニメーションも入れたものであり、当時としては高く評価されるものであった。このため、地上波TV放映であるEXテレビで三宅裕司に紹介されたり、当時経営困難に陥っていたガイナックスを主導していた岡田斗司夫らを刺激して電脳学園を製作させるなど様々な影響を与えることとなった。
タイトル画面の女の子は本編に出ておらず、「あやよ」との関連性は不明である。

## シリーズ作品
本作の予想以上のヒットを受け、あやよを引き続き主人公に据えた続編が次々と制作された。
『3』はシリーズ最高峰3万本を売り上げている。

### はっちゃけあやよさん2 いけないホリデー
ストーリーは、前作のバイトで貯めたお金で友人の「トモコ」と一緒にショッピングに出かけるというものである。登場する選択肢こそ2択から3択に増えているが、分岐点の数は前作同様1ヶ所のみである。クイズ風の紛らわしい選択肢も加えられており、選択すると即ゲームオーバーになったり、ギャグ的なメッセージが出るだけなど、おふざけ要素が強い。
選択によって「やらしい映画館編」「やらしい靴屋編」「やらしい本屋編」の3つのストーリーに分岐する。また、88版と98版では原画担当が異なるため、同名のソフトでありながらイラストは全く異った絵柄が収録されている。原画担当不在のまま98版の製作をすることになったHARD社が急遽原画募集の求人を出し、そこへ長岡建蔵が加入したことによる。

### はっちゃけあやよさん3 私、逝っちゃったんです
ストーリーは、あやよがバナナの皮で滑り、それを助け起こそうとしたトモコ、そこに運悪くダンプカーが突っ込んでしまい……というもの。登場する選択肢は2択に戻っている。選択によって「極楽行き」「地獄行き」の2つのストーリーに分岐する。
ゲームプレイ中、簡単操作で偽ワープロソフト『百太郎』の画面に切り替えることができるという、いわゆる「パニックモード」機能が組み込まれている。
通販特典として『ぶっちゃけトモコさん』が含まれている。こちらは、他の作品とは異なり、選択肢に「見る」「考える」「話す・聞く」が複数回登場する。同じ選択肢を複数回選択する必要がある。

### はっちゃけあやよさん4 セクシーオリンピック
ストーリーは、佐川春麗があやよの学校に転校して来た事から始まる。セクシーオリンピックというセクシーを競う大会の優勝を狙う春麗は、セクシーオリンピックにてあやよ達と戦い、そして辛くもあやよが勝利を収める、という流れ。
キャラクターが怪人と戦うシーンのノベルが続くだけで、選択肢は「カラー表示にしますか？」といったものがある程度である。あやよの対戦相手としてファンが実写で登場したり、X68000を揶揄したネタなど、結構ブラックなネタが多い。
- 『はっちゃけあやよさん4 セクシーオリンピック』 FM-TOWNS版

TOWNS版にはおまけとしてイラストやボイスドラマ等が収録されている。
- 『通販特典あやよ4のおまけDISK』

ミニノベルぶっちゃけトモコさんシリーズとキャラクターによる座談会等が収録されている。また、製作の裏話やユーザーからの要望などもある。

### はっちゃけあやよさん5 ピカピカの小惑星
ストーリーは4の後日談であり、セクシーオリンピック優勝賞品である宇宙船で宇宙に飛び出したとこから物語が始まる。漂流中に宇宙大王に救助されたが、大王は、セクシーオリンピックを地球最強を決める戦いと思いこんでおり、その優勝者であるあやよに地球を賭けた戦いを挑んでくる。
5ではゲーム終了時に6の予告画面が表示されるなど、なおも続編を予感させるエンディングではあったが、メーカーの解散により以降「6」は制作されていない。ブラックなネタは減ったが、その分映画や漫画ネタが増えている。
- 『あやよさん5のおまけDISK』

あやよの家族が出演するミニノベルと座談会、ユーザーからの投稿小説などが収録されている。

### はっちゃけあやよさん123
シリーズの1～3を一本にまとめたものとなっている。各作品のベースとなる版は以下の通りである。また、あやよさん3の通販特典である『ぶっちゃけトモコさん』や『おまけ』も含まれている。
- 『はっちゃけあやよさん AYAYO'S AFTER FIVE』PC-98版/X68K版
- 『はっちゃけあやよさん2 いけないホリデイ AYAYO'S LOVE AFFAIR』PC-88版/PC-98版
- 『はっちゃけあやよさん3 私、逝っちゃったんです AYAYO'S LIFE AFTER』PC-98版

なお、初代あやよさんはPC-98版/X68K版が同梱されているため、局部修正が強く入っている。

### はっちゃけあやよさん123 For Windows
1999年にHARDが復活する、というコンセプトで作られた『はっちゃけあやよさん123』のWindows版で、イラストのおまけ等が収録されている点以外は『はっちゃけあやよさん123』とほぼ同じ。
- 『初回限定版おまけFD』

あやよさんのスクリーンセーバーが収録されている。

## 登場キャラクター
沢島綾代（さわしま　あやよ）
シリーズ作品を通して登場するメインキャラクター「あやよさん」である。父は国際線のパイロット、母は国際的なピアニスト。祖母と弟がいる。17歳。3まではややおっとりとした感じだったが、4以降は「天然ボケ」のキャラクターになる。
越塚智子（こしづか　ともこ）
あやよの友人「トモコさん」である。家業は八百屋。4以降怒りっぽいが面倒見が良い性格に。言動はかなり粗暴。ラッシャー木村を尊敬している模様。貧乏くじを一身に引き受けている状態にある。
佐川春麗（さがわ　しゅんれい）
4より敵キャラとして登場。幼少期よりセクシーオリンピック養成機関に属しており、日本人離れして見えるが実際は帰国子女の日本人。結構、腹黒い。
石塚友紀（いしづか　ゆき）
4より登場。石塚コンツェルンのお嬢様。おとなしめの典型的なお嬢様だが、スイッチが入ると豹変する。
宇宙大王（うちゅうだいおう）
5に登場するボスキャラ、顔は桃である。トモコのボーダーシャツ、友紀のパンツ、春麗のストッキング、そしてあやよのライダーベルトを戦利品として身につけている。
沢島綾世（さわしま　あやよ）
5に登場する敵キャラ。宇宙大王があやよさんを元に作った人造人間。性格もそっくりだが、ふたなりであるため男性的な部分も持つ。あやよさんと紛らわしいため、雑誌などでは「ニセあやよ」「アヤヨ」と表記して区別した。

## 反響
本作は同年に発売された『ドラゴンナイト』や『Rance』とは対照的に、選択肢が一つしかない上に短時間でクリアできること、そして価格も他社製品の半額だったため、それなりの売り上げを伸ばした。
本作の予想以上のヒットを受け、あやよを引き続き主人公に据えた続編が次々と制作された。
これらの続編も、おかしなストーリー展開で賛否両論を呼び、当時の美少女ゲームファンの間でも怪作としても知られるようになった。

## 再販
2017年12月、活動を再開したハードがシリーズの復刻版を製作することを公表した。復刻版は、当初2018年春に『はっちゃけ"HARDな"あやよさん本』という冊子に「はっちゃけあやよさん ぜんぶ CD-ROM」として作品を付属させる予定であったが、実際には同年9月末に『THE HARD DICTIONARY AYAYO'S ENCYCLOPEDIA』とシリーズ全作品の改良Windows移植版である『AYAYO'S Dive Aframe 1-5 Renovation』の構成で発売された。
復刻の制作を務めるめんそPは、元々『はっちゃけあやよさん』シリーズをまとめたウェブサイトの運営者であり、本作発売から25年後にあたる2014年からイベントを運営する中で当時の様子を知る者たちと知り合う中で、レトロPC・ゲームショップのBEEPから復刻を持ち掛けられた。めんそPは、ハードのグラフィックの技術を後世に残したいと考えており、スマートフォンなどの画面に表示するためにグラフィックが縮小されても本作なら楽しめると考え、BEEPからの提案を引き受けた。
なお、開発に半年以上かかる見込みのうえ、インタビュー等の仕事もこなす、大きい作業量が見込まれたにもかかわらず、その報酬はチーカマ1箱であると述べている。

## 関連作品
- 長岡建蔵『はっちゃけあやよさん 38度・扇情の怪物』ワコー出版、1996年2月。ISBN 978-4948732339。